# ام‌اساسکاندیناویا (۱۹۸۰)
ام‌اساسکاندیناویا (۱۹۸۰) (به انگلیسی: MS Scandinavia (1980)) یک کشتی است که طول آن ۱۴۶٫۱۰ متر (۴۷۹ فوت ۴ اینچ) می‌باشد. این کشتی در سال ۱۹۸۰ ساخته شد.